# Lijst van Zweedse permanente vertegenwoordigers bij de Verenigde Naties
Dit is een lijst van Zweedse vertegenwoordigers in de algemene vergadering van de Verenigde Naties.
- Gunnar Hägglöf, 1947–1948
- Sven Grafström, 1948–1952
- Oscar Thorsing, 1952–1956
- Gunnar Jarring, 1956–1958
- Agda Rössel, 1958–1964
- Sverker Åström, 1964–1970
- Olof Rydbeck, 1970–1977
- Anders Thunborg, 1977–1982
- Anders Ferm, 1982–1988
- Jan Eliasson, 1988–1992
- Peter Oswald, 1992–1997
- Hans Dahlgren, 1997–2000
- Pierre Schori, 2000–2004
- Anders Lidén, 2004–2010
- Mårten Grunditz, 2010–2015
- Olof Skoog, 2015–2019